# Đế quốc Ghana
Đế quốc Ghana (khoảng năm 300 đến khoảng năm 1100), tên đúng gọi là Wagadou (Ghana là tên lãnh đạo cai trị của đế quốc này), là một đế chế Tây Phi nằm trong khu vực ngày nay là đông nam Mauritania và Tây Mali. Các xã hội phức tạp dựa trên kinh doanh muối vàng xuyên Sahara đã tồn tại trong khu vực từ thời cổ đại, nhưng việc đưa lạc đà đến miền tây Sahara vào thế kỷ thứ 3, đã mở đường cho những thay đổi lớn trong khu vực mà sau này trở thành Đế quốc Ghana. Vào thời điểm Hồi giáo chinh phục Bắc Phi vào thế kỷ thứ 7, lạc đà đã thay đổi các tuyến thương mại cổ xưa, bất thường hơn thành một mạng lưới thương mại chạy từ Maroc đến sông Niger. Đế chế Ghana đã trở nên giàu có từ kinh doanh thương mại vàng và muối xuyên Sahara được gia tăng này, cho phép các trung tâm đô thị lớn hơn phát triển. Giao thông tiếp tục khuyến khích việc mở rộng lãnh thổ để giành quyền kiểm soát các tuyến thương mại khác nhau.
Thời điểm triều đại cầm quyền của Ghana bắt đầu vẫn chưa chắc chắn. Nó được đề cập lần đầu tiên trong các bản ghi bằng văn bản của Muḥammad ibn Mūsā al-Khwārizmī vào năm 831. Vào thế kỷ 11, học giả Cordoban Al-Bakri đã đi đến vùng này và đưa ra một mô tả chi tiết về vương quốc.
Khi đế chế này suy tàn, cuối cùng nó đã trở thành một chư hầu của Đế chế Mali đang trỗi dậy vào một thời điểm nào đó trong thế kỷ 13. Vào năm 1956, Gold Coast trở thành quốc gia đầu tiên ở châu Phi hạ Sahara giành được độc lập khỏi ách thống trị của thực dân, quốc gia mới đã đổi tên thành Ghana để vinh danh đế chế lâu đời này.